# Sonora y Sinaloa
Sonora y Sinaloa (Nederlands: Sonora en Sinaloa) of de Estado de Occidente (Nederlands: Staat van het Westen) is een voormalige deelstaat van Mexico. De staat bestond uit de hedendaagste Mexicaanse staten Sonora en Sinaloa en het zuidelijke deel van de Amerikaanse staat Arizona en bestond van 1824 tot 1831.
Sonora y Sinaloa was de voortzetting van de Spaanse koloniale intendantie van Arizpe. De staat werd door middel van de Mexicaanse grondwet van 1824 opgericht. Volgens Mexicaanse grondwet heette de staat Sonora y Sinaloa, maar de staatsgrondwet die de staat zelf een jaar later proclameerde sprak van Estado de Occidente. De staat was opgedeeld in vijf departementen: Arizpe, Horcasitas, El Fuerte, Culiacán en San Sebastián, die elk in drie partidos waren opgedeeld. De hoofdstad was El Fuerte. De eerste gouverneur was Juan Miguel Riesgo.
Door de spaarzame bevolking en voortdurende conflicten Sonora en Sinaloa bleek de staat niet effectief te kunnen functioneren. Op 30 september 1830 werd de staat met toestemming van de federale regering gesplitst.